# Andes vitiensis
Andes vitiensis är en insektsart som först beskrevs av George Willis Kirkaldy 1907.  Andes vitiensis ingår i släktet Andes och familjen kilstritar.
Artens utbredningsområde är Fiji. Inga underarter finns listade i Catalogue of Life.